# ФК Хафиа
ФК Хафиа je гвинејски фудбалски клуб из Конакре. Клуб је током 1960-их био познат под називом Конакри II тј. носио је име градске четврти у којој се клуб налази. У том периоду клуб је освојио три национална шампионата – 1966, 1967. и 1968. 
Током 1970-их година клуб је доминирао афричким фудбалом те је почетком тог раздобља променио име у ФК Хафиа које и данас носи. На локалном гвинејском језику реч Хафиа значи „ренесанса“.
Из клуба со поникли неки веома талентовани играчи који су обележили афрички фудбал, и то: Папа Камара, Бенгали Сила, Абдулај Кеита, Сулејман Чериф, Петит Сори, Мамадоу Кеита и други.
Клуб је 2006. год. купила пословна компанија Спорт-Менаџмент (BSM) која је специјализована за спортски менаџмент.

## Освојени трофеји
- Гвинејско првенство

Победник (16): 1966, 1967, 1968, 1971, 1972, 1973, 1974, 1975, 1976, 1977, 1978, 1979, 1982, 1983, 1985, 2023.
- Гвинејски куп

Победник (4): 1992, 1993, 2002, 2017
- КАФ Лига шампиона

Победник (3): 1972, 1975, 1977.